# Konveks
Udtrykket konveks bruges om overflader der buer udad; i modsætning til en konkav overflade som buer indad.
Den populære (dog ikke helt nøjagtige) definition på en konveks funktion er en funktion som er "glad". 
Dette kommer hovedsageligt fra andengradspolynomier som vender "grenene" opad (De ligner et smil).
Både mængder og funktioner kan være konvekse, og der er naturligvis forskel på disse definitioner.
En mængde er konveks hvis uanset hvilke to punkter vi tager i mængden og tager linjestykket mellem disse er linjestykket fuldt indeholdt i mængden. 

## Konveks mængde
Lad S være en mængde i {\displaystyle \mathbb {R} ^{n}}. Da siges S at være en konveks mængde hvis der gælder at {\displaystyle x_{1},x_{2}\in S\Rightarrow \lambda x_{1}+(1-\lambda )x_{2}\in S,\forall \lambda \in [0,1]}. Den geometriske fortolkning er at hvis to punkter ligger i mængden, så vil ethvert punkt på linjestykket mellem punkterne også ligge i mængden. Konvekse mængder spiller en afgørende rolle i geometri, lineær programmering, sandsynlighedsregning, matematisk fysik, informationsteori og funktionalanalyse. F.eks. har man i lineær programmering et antal lineære uligheder som skal være opfyldt, og området, hvor de er opfyldt vil være en konveks mængde.

## Konveks funktion
Hvis S er en konveks delmængde af {\displaystyle \mathbb {R} ^{n}} og lad f være en reel funktion med S som definitionsmængde, så siges funktionen f at være konveks dersom {\displaystyle f\left(\lambda x_{1}+(1-\lambda )x_{2})\right)\leq \lambda f\left(x_{1}\right)+(1-\lambda )f\left(x_{2}\right),\forall \lambda \in [0,1]}. Den geometriske fortolkning er at grafen for f ligger under korden mellem to vilkårlige punkter på grafen. Konvekse funktioner spiller en stor rolle i funktionalanalyse, matematisk fysik, sandsynlighedsregning og informationsteori. Det modsatte af konveks er konkav, i den forstand at f siges at være konkav dersom -f er konveks.
| Dodekaeder | Spire Denne artikel om geometri er en spire som bør udbygges. Du er velkommen til at hjælpe Wikipedia ved at udvide den. |